# Lester Benjamin
Lester Benjamin (* 14. September 1963) ist ein ehemaliger Weitspringer und Sprinter aus Antigua und Barbuda.
1983 erreichte er bei den Weltmeisterschaften in Helsinki über 100 Meter das Viertelfinale und schied im Weitsprung in der Qualifikation aus. Bei den Panamerikanischen Spielen in Caracas wurde er Vierter im Weitsprung.
Bei den Olympischen Spielen 1984 in Los Angeles scheiterte er im Weitsprung in der ersten Runde und gelangte in der 4-mal-100-Meter-Staffel ins Halbfinale.
1987 kam er beim Weitsprung der Hallenweltmeisterschaften in Indianapolis auf den 14. Platz. In derselben Disziplin wurde er bei den Panamerikanischen Spielen in Indianapolis erneut Vierter, während ihm bei den Weltmeisterschaften in Rom kein gültiger Versuch in der Qualifikation gelang.

## Persönliche Bestleistungen
- 100 m: 10,33 s, 12. Mai 1984, Baton Rouge
- Weitsprung: 8,02 m, 12. Mai 1984, Baton Rouge (nationaler Rekord)
  - Halle: 7,92 m, 21. Januar 1988, Johnson City (nationaler Rekord)
- Dreisprung: 15,96 m, 1. August 1982, Barquisimeto